# Corning (Missouri)
Corning è un centro abitato (village) degli Stati Uniti d'America della contea di Holt nello Stato del Missouri. La popolazione era di 15 persone al censimento del 2010.

## Geografia fisica
Corning è situata a 40°14′57″N 95°27′16″W (40.249107, -95.454422).
Secondo lo United States Census Bureau, ha un'area totale di 0,11 miglia quadrate (0,28 km²).

## Società

### Evoluzione demografica
Secondo il censimento del 2010, c'erano 15 persone.

### Etnie e minoranze straniere
Secondo il censimento del 2010, la composizione etnica della città era formata dal 100,0% di bianchi.